# Derecha proteccionista
La derecha proteccionista (a veces llamada proteccionismo de derecha) es una ideología que combina el libre mercado con el proteccionismo. Estos están dispuestos a tomar medidas de libre mercado siempre y cuando esto no entre en conflicto con sus objetivos proteccionistas.

## Políticos y Economistas

### Friedrich List (Alemania)
El economista alemán Friedrich List argumentaba que, aunque cierta acción del gobierno era esencial para estimular la economía, un excesivo entusiasmo gubernamental podría hacer más daño que bien. «Es una mala política regular todo y promover todo mediante el empleo de fuerzas sociales, cuando hay cosas que se pueden regular mejor por sí mismas y pueden ser promocionadas por el esfuerzo privado; pero no es menos mala la política dejar a su aire aquellas cosas que únicamente pueden ser promovida a través de la interfencia del poder social».

### Donald Trump (Estados Unidos)
El 45° presidente de los Estados Unidos de América implementó un aumento aranceles a los productos de Argentina y de Brasil. Además, él promovió una suba de aránceles del 5% a México, incluyendo el aumento del 10% a la República Popular China.
Sin embargo, logró la mayor reducción de impuestos en 3 décadas.

### Marine Le Pen (Francia)
La política francesa de derecha Marine Le Pen ha adoptado una posición proteccionista, llamando al libre mercado como un caos, y entre sus propuestas está subir aranceles a países vecinos como España.

## Críticas

### Liberalismo
Según pensadores de dicha ideología, un aumento arancelario encarece el precio de las importaciones conlleva un aumento en los precios que pagan los consumidores y las empresas. Estos mayores precios impactan negativamente en el consumo y la inversión, y, en consecuencia, en la actividad económica del país «proteccionista».
Según Adam Smith, el proteccionismo mercantil y la concesión de monopolios sólo sirve a los intereses de los ricos capitalistas y sus patrocinadores políticos, mientras que el libre comercio sin duda conduciría a la riqueza de la nación. Aunque pueden apoyar a esta derecha al apoyar una reducción de impuestos.

### Socialismo
Algunos socialistas argumentan que el proteccionismo solo tiene sentido en una economía mundial definida por el libre comercio capitalista. En este sentido, el proteccionismo podría verse como una respuesta a las desigualdades creadas por el capitalismo global. Además, critican la parte liberal de esta ideología argumentando que el capitalismo es un sistema injusto y que tiene varias fallas (como la distribución desigual de la riqueza, la feroz competitividad en el mercado o la incapacidad de autorrealización y desarrollo humano, etc.), trascendiéndolo por un sistema socioeconómico autodenominado moralmente superior.